# Koukoutéon-Diendientéon
Ne doit pas être confondu avec Koukoutéon.
Koukoutéon-Diendientéon est une localité située dans le département de Bousséra de la province du Poni dans la région Sud-Ouest au Burkina Faso.

## Santé et éducation
Le centre de soins le plus proche de Koukoutéon-Diendientéon est le centre de santé et de promotion sociale (CSPS) de Bousséra tandis que le centre médical avec antenne chirurgicale (CMA) de la province se trouve à Gaoua.